# 淡紅蛇鰻
淡紅蛇鰻，為輻鰭魚綱鰻鱺目糯鰻亞目蛇鰻科的其中一種，分布於地中海海域，體長可達60公分，棲息在泥底質海域，為底棲性魚類，屬肉食性。

## 擴展閱讀
維基物種上的相關：淡紅蛇鰻